# Nemoria interlucens
Nemoria interlucens är en fjärilsart som beskrevs av William Schaus 1912. Nemoria interlucens ingår i släktet Nemoria och familjen mätare. Inga underarter finns listade i Catalogue of Life.